# 袁永興

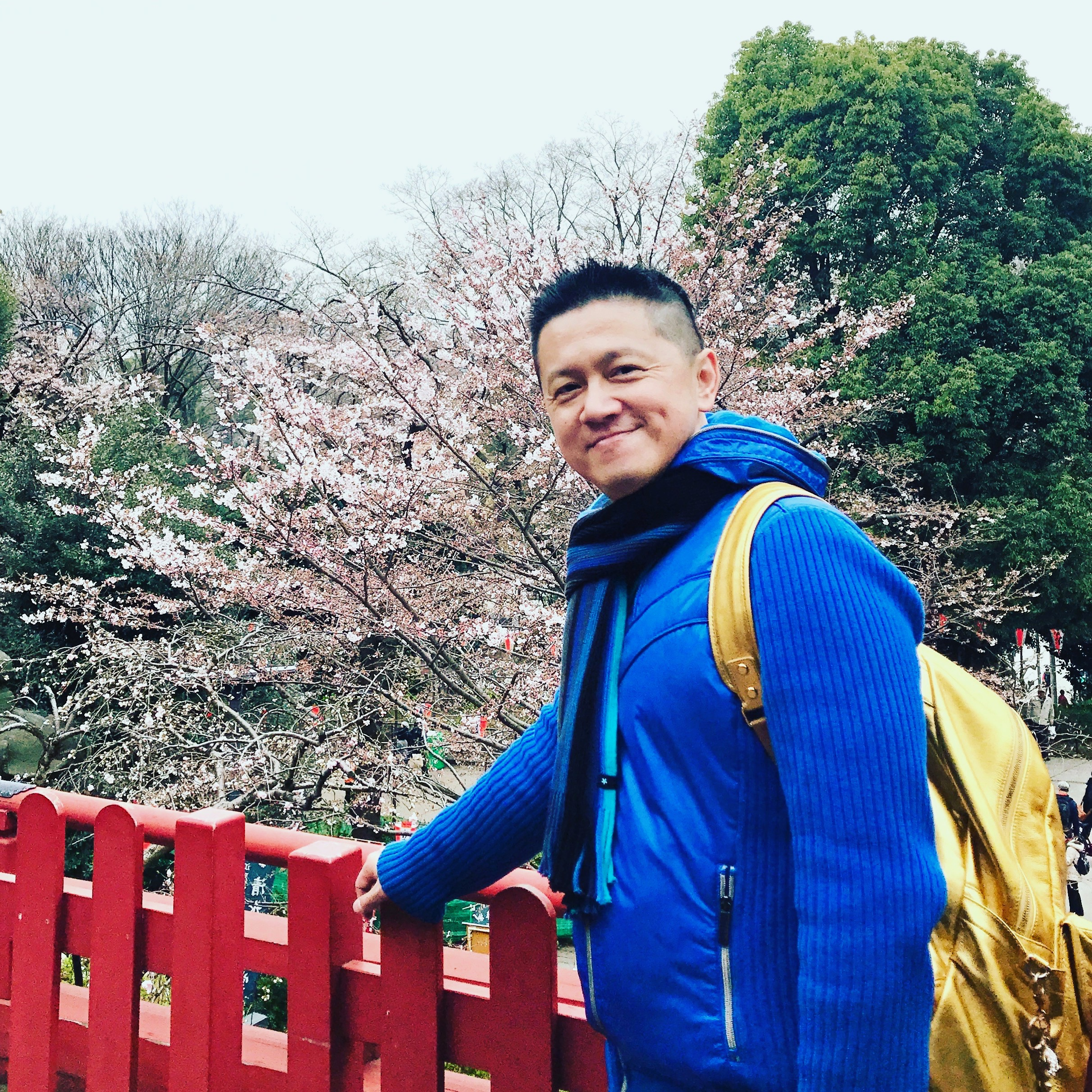

袁永興（1970年11月22日—），臺灣男主持人，在台灣成長唸書，先後入圍過30次廣播金鐘獎，奪下七座獎座。並創下連續三年（2009、2010、2011）廣播金鐘獎都入圍五項以上、共入圍十七項的紀錄。最近的一次為2024年以教育電台「拍律遊樂園」奪下最大獎「流行音樂節目主持人獎」。袁永興自1999年起擔任過11次金曲獎評審、2010年新聞局舉辦的第一屆與2012年第三屆金音獎評審、並擔任過13次音樂人交流協會年度十大專輯單曲評審、以及擔任過國際貢寮海洋音樂祭8屆主持人（2001-2007、2017）、母語原創大賽評審與主持人、多次教育電台校園金聲獎總召與四次評審、曾任北藝大講授「全球音樂產業趨勢」，台北市文化局流行音樂中心推廣委員以及南迴醫院董事與台東縣議會諮詢顧問。
現為吉力文化公司總經理與創意總監，教育電台「拍律遊樂園」節目主持人，台北流行音樂中心國際顧問，為「聯合報」樂評專欄作家。2013年袁永興開始為推廣流行音樂教育大力奔走、並致力於推動大學成立流行音樂相關系所的成立，先後舉辦「音樂新思維」與「音樂講唱會」、「金曲夏令營」、「金曲冬令營」等流行音樂推廣與人才培育活動，2015年更將觸角往下紮根，與教育電台、相信音樂與金車文教基金會合辦「校園不快閃 - 高校音樂巡迴講座」，協同歌手嚴爵、白安、家家與宇宙人等歌手們巡迴北、中、南、東各高中，2016並與中華電信、文化部影視音局舉辦「音樂新思維」高校巡迴講座，橫跨廣播、流行樂界與教育界等領域。

## 經歷
袁永興擔任過1999、2003、2004、2010、2011、2012、2013、2014年、2015與2017、2018年金曲獎評審，2010年新聞局舉辦的第一屆與2012年第三屆金音獎評審，2000~2014年數屆音樂人交流協會年度十大專輯單曲評審，新聞局主辦的母語原創大賽評審與主持人，獲得過最佳流行音樂節目（1996、2016）、最佳綜合節目主持人（2009）、最佳企劃編撰（2010）以及2003年廣播金鐘獎「評審團大獎」、最佳流行音樂節目主持人（2013、2024）等七座廣播金鐘獎、並且擔任2001~2005 及 2007~2008年、2017年共八屆貢寮海洋音樂季主持人、於2011年擔任海洋音樂祭獨立音樂大賽評審，對華語流行音樂有相當大的影響力。先後為《TVBS週刊》、《自由時報》、《明日報》（麥克風背後的故事）、《PLAY》、《連網雜誌》、《搖滾客》、《中國時報》與《HERE》撰寫專欄與樂評。亦曾為歌手費玉清、季忠平寫詞。2009年起於世新大學教授非線性聲音剪輯軟體、和音樂與創意及廣播節目製作企劃等相關課程。2013年起在國立中山大學與政治大學教授流行音樂與數位創意運用相關課程。 
袁永興獲得過廣播金鐘獎「最佳流行音樂節目」（2度獲得，1996，2016）、「最佳綜合節目主持人」（2009）、「最佳企劃編撰」（2010）以及2003年廣播金鐘獎「聽眾評審團大獎」、「流行音樂節目主持人獎」（2013，2024）等七座廣播金鐘獎、並且擔任2001~2005 及 2007~2008年、2017年共八屆國際貢寮海洋音樂祭主持人、亦曾於2011年擔任海祭音樂大賽評審，先後為「TVBS週刊」、「自由時報」、明日報（麥克風背後的故事）」、「PLAY」、「連網雜誌」、「搖滾客」、「中國時報」與HERE撰寫專欄與樂評，並主持記者會與國外藝人專訪，如：Suzzane Vega、Air supply、David Forster、George Winston、Enya、Jon Bon Jovi、飯島愛、王力宏、劉若英……數百場以上。此外，在1999~2003為「飛碟早餐」擔任週末「早餐音樂會」主講人，自1998年起袁永興擔任廣電基金講師至2007年，2008至2013於世新大學擔任協同教育講師，2013起陸續在政治大學與中山大學、台北藝術大學教授「流行音樂與數位創意運用」與「國際音樂產業趨勢」課程、2014-2017舉辦「金曲夏令營」、「金曲冬令營」，在2015年擔任金曲國際論壇雙語主持人，2014年底更深入高中校園，從北一女中、中山女中起舉辦「高校音樂巡迴講座」十多所高中校園至2016年，在2016年擔任國立教育廣播電台「金聲獎」評審團總召並擔任過四任評審。在廣播產業與專業領域教育貢獻極大並具有非常深厚的影響力。
2009年主持警察廣播電臺總臺全國治安交通網「星空子夜場」節目，與雷洛、書子、張倩華等人共同合作於第45屆廣播金鐘獎榮獲企劃編撰獎。2012年11月起不定期擔任台視音樂節目《樂光寶盒》來賓。2013年一月起主持復興廣播電台每週六、日的「說音樂的人」節目，於復興廣播電台第一網每週六、日的1800-1900播出，與復興廣播電台第二網每週六、日的0100-0200播出，也因為這個節目拿下金鐘獎最佳流行音樂節目主持人。
袁永興自2013以講座加上演唱會的形式開創「音樂講唱會」，將流行音樂教育傳播概念，成功打進大學校園。有趣的是，參與音樂講唱會的歌手林俊傑和戴佩妮隔年（2014金曲25）奪下金曲歌王歌后、光引擎也奪下金曲最佳演唱組合，蔡依林更奪下年度最佳國語專輯，成了金曲獎的另類指標。
2013-2014年間擔任文化部影視流行音樂產業局「流行音樂專案辦公室」計畫主持人、台東縣議會議政顧問、自2011年一月起至2014年底為復興廣播電台節目主持人，主持包括週末晚間六點的《音樂歲月-說音樂的人》及週日晚間6點的《古典在流行》等節目。2012年2月6號曾重返news98近半年時間,主持每周一深夜十二點「Monday gossip」節目、專訪各行各業人士，包括民進黨主席蘇貞昌、作家幾米、歌手黃鶯鶯、林強、王新蓮，作詞人施人誠、紀錄片導演龍男等等。 
2014年七月起，開始為教育電台主持全國網節目「拍律遊樂園」，陸續邀請五月天、蔡依林、蕭敬騰、李健、張學友、陳綺貞、陳奕迅、徐佳瑩、韋禮安、蕭煌奇、回聲樂團等音樂人受訪。
2015年袁永興擔任台北聲音地景、捷運月台音樂計畫主持人，邀請陳建騏，雷光夏，周岳澄與李欣芸為四條路線撰寫專屬月台音樂，又籌辦並主持「校園不快閃-高校音樂巡迴講座」，為流行音樂教育往下紮根深入校園帶來新的視野和影響。其中李欣芸為板南線所寫的音樂還入圍了2017年第28屆金曲獎演奏類最佳作曲獎。
2016至2022年間以「音樂新思維」為名續辦高校音樂巡迴講座，結合歌手的講唱表現繼續推廣流行音樂教育，是目前台灣廣播與音樂教育界往下紮根最深入的代表人物。

## 主持過的節目
- 1990年-1993年
  - 新鮮派
  - 大夜班
  - 節拍一一零
  - 午夜場
  - 露天咖啡座
- 1995-1996年
  - 台北在流行
  - 音樂地球村
  - 音樂方程式
- 1996年10月16日
  - 音樂夢遊
  - 音樂週記
  - 音樂週報
  - 漫遊星空下
  - 音樂鬧鐘
  - 六點好心情
- 1999年9月8日~2001年12月
  - 銀色spotlight
  - e觸即發
- 2002年~2003年
  - 娛樂天線
- 2003年11月~2004年6月
  - 飛碟早自習
- 2004年6月~2006年11月
  - 陽光城市
  - 娛樂天線
  - 警廣台東台正式開播時  擔任主持人
- 2009年1月1日
  - 行動午夜場
- 2009年1月
  - 主持警政署年終晚會
- 2009年7月
  - 新聞局原創音樂大賽主持人
- 2011年1月
  - 復興廣播電台 第一網 [兩岸交流網]
  - 周一至周五       1900-2000 [音樂生活筆記]
  - 周六 音樂歲月     1800-1900
  - 周日 古典在流行   1800-1900
  - 復興廣播電台 第二網   [教育資訊網]
  - 周一至周五       1900-2000 [音樂生活筆記]
  - 周六 音樂歲月     1800-1900
  - 周日 古典在流行   1800-1900
- 2013年1月
  - 復興廣播電台 第一網 [兩岸交流網]
  - 周六、日  說音樂的人 1800-1900
  - 復興廣播電台 第二網   [教育資訊網]
  - 周六、日  說音樂的人 0100-0200
- 2014年7月
  - 教育廣播電台 全國網
  - 周日  拍律遊樂園 2200-2300

## 得獎紀錄
- 2024年9月
  - 「拍律遊樂園」獲得一一一年度、第五十九屆廣播金鐘獎〈最佳流行音樂節目〉與〈最佳流行音樂節目主持人〉入圍，獲得最佳流行音樂主持人獎。

- 2022年9月
  - 「拍律遊樂園」獲得一一一年度、第五十七屆廣播金鐘獎〈最佳流行音樂節目〉與〈最佳流行音樂節目主持人〉入圍

- 2018年9月
  - 「拍律遊樂園」獲得一零七年度、第五十三屆廣播金鐘獎〈最佳流行音樂節目〉與〈最佳流行音樂節目主持人〉入圍

- 2017年9月
  - 「拍律遊樂園」獲得一零六年度〈最佳流行音樂節目主持人〉廣播金鐘獎入圍。

- 2016年9月
  - 「拍律遊樂園」獲得一零五年度〈最佳流行音樂節目〉與〈最佳流行音樂節目主持人〉廣播金鐘獎入圍。最後奪下〈最佳流行音樂節目〉獎。

- 2013年10月
  - 「音樂歲月-說音樂的人」獲得一零二年度〈最佳流行音樂節目主持人〉廣播金鐘獎。
- 2013年9月
  - 廣播金鐘獎，入圍2項
  - 最佳流行音樂節目[音樂歲月-說音樂的人]
  - 最佳流行音樂節目主持人[音樂歲月-說音樂的人]

- 2011年9月 
  - 廣播金鐘獎，入圍5項
  - 最佳電台創意行銷獎
  - 最佳流行音樂節目[音樂歲月-說音樂的人]
  - 最佳流行音樂節目主持人[音樂歲月-說音樂的人]
  - 最佳廣播劇生命優劇場
  - 最佳企劃編撰獎生命優劇場

- 2010年10月
  - 「星空子夜場」獲得九十九年度〈企劃編撰〉廣播金鐘獎
- 2010年9月
  - 創下廣播金鐘獎紀錄，入圍七項廣播金鐘獎:
  - 「生活記憶卡」入圍〈最佳單元節目〉
  - 「我和凌晨有個約」入圍〈最佳綜合節目〉與〈最佳綜合節目主持人〉
  - 「青春音樂盒」入圍〈最佳流行音樂節目〉與〈最佳流行音樂節目主持人〉
  - 「星空子夜場」入圍〈最佳廣播劇〉與〈最佳企劃編撰〉

- 2009年10月
  - 「行動午夜場」獲得九十八年度〈最佳綜合節目主持人〉廣播金鐘獎
- 2009年9月
  - 入圍五項廣播金鐘獎：
  - 「行動英語教室」入圍〈最佳單元節目〉
  - 「行動午夜場」入圍〈最佳綜合節目〉與〈最佳綜合節目主持人〉
  - 「流行音樂課本」入圍〈最佳流行音樂節目〉與〈最佳企劃編撰〉

- 2003年9月
  - 於台南TOUCH廣播網時期獲得〈評審團〉廣播金鐘獎

- 1996年

以正聲台北台節目「台北在流行」獲得〈最佳流行音樂節目〉及〈節目主持人〉廣播金鐘獎

## 外部連結
- 台灣dj袁永興
- 博客來OKAPI -【2009年度百大】愛書100人：袁永興（页面存档备份，存于）
- 袁永興之藝人專訪MP3（页面存档备份，存于）
- 台灣dj袁永興的博客（页面存档备份，存于）
- 袁永興的臉書

## 註解
- 袁永興夜夜唐老鴨陪睡 蘋果日報2004年 05月9日

1. ↑  蔡欣樺. . 中央社. 2010-10-28  [2021-01-12]. （原始内容存档于2021-01-14） （中文（臺灣））.

| 年度           | 性質                     | 書名                                    | 備註         |
| -------------- | ------------------------ | --------------------------------------- | ------------ |
| 2000年3月1日   | 社會‧人文‧史地／人物傳記 | 《夢想飛行》                            | 作者：袁永興 |
| 2000年12月19日 | 文學／生活散文           | 《On Air, Off Air(PA0003)──DJ工作現場》 | 作者：袁永興 |
| 2001年1月15日  | 語言工具／英語進修       | 《哈偶像學英文》                        | 作者：袁永興 |
| 2015年12月15日 | 流行音樂／行銷進修       | 《出賣音樂》                            | 作者：袁永興 |